# بو وليامز (سياسي)
بو وليامز (بالإنجليزية: Robert W. "Bo" Williams)‏ هو سياسي أمريكي، ولد في 21 يوليو 1938. حزبياً، نشط في الحزب الجمهوري.